# Slayers (игра)
Slayers (яп. スレイヤーズ Sureiyāzu) — компьютерная ролевая игра, адаптация серии ранобэ Рубаки. Она была разработана компанией BEC и издана компанией Banpresto для Super Famicom (SNES) исключительно в Японии в 1994 году. Обратите внимание, что эту игру не следует путать с одноимённой игрой, которая была издана Banpresto для NEC PC-9800 в том же году.

## Игровой процесс
Игровая система похожа на ранние игры Final Fantasy и другие классические японские ролевые игры той эпохи. Игрок управляет группой героев, которые путешествуют по игровому миру, взаимодействуют с неигровыми персонажами и выполняют различные задания для дальнейшего продвижения по сюжету.
С помощью карты мира можно перемещаться по различным локациям: городам, посёлкам, лесам, подземельям. На протяжении большей части прохождения игрок не может самостоятельно формировать свой отряд, персонажи присоединяются и покидают его в зависимости от развития сюжета. Однако после завершения основной игры появляется возможность выбрать трёх персонажей (четвёртый выбирается автоматически) для участия в бонусном сценарии.
Игра была выпущена примерно за год до первого сезона аниме-сериала и основана на каноне ранобэ. В ней можно встретить почти всех главных героев как из основной книжной серии, так и из параллельно выходившей Slayers Special.
Хадзимэ Кандзака, создатель Slayers и соавтор игры, упомянул, что эта игра происходит после первой сюжетной арки, то есть после восьмого тома:

По задумке, действие игры происходит после окончания основной сюжетной линии новелл, а именно после первой и до второй арки. Однако, игра должна быть полноценным самостоятельным произведением, поэтому есть некоторые отличия.
Оригинальный текст (яп.)「イメージとしては、小説の本編 第1部、第2部が終わったあと の話、という想定です。しかし ゲーム版というのは、これで1 つの作品になっていなければな らないので、いくつか小説版と 違う点は出てきますけど.

Араизуми Руи, известный мангака, автор дизайна персонажей и большинства визуальных образов серии Slayers, специально для этой игры создал эскизы героев и врагов.

### Боевая система
Во многих локациях игрок вступает в схватки со случайными противниками. Когда начинается бой, появляется экран битвы. Бои являются пошаговыми. В сражении, наблюдая за битвой от первого лица, игрок может отдавать приказы каждому персонажу в своей команде, выбирая из шести доступных действий: атаковать с помощью оружия, использовать одно из магических заклинаний (доступно для магов), применить особую технику, уникальную для каждого персонажа, защищаться, попытаться сбежать, использовать предмет из инвентаря.
Игрок выбирает действие из предложенного: атака, магия, специальные умения, уникальные для каждого героя, защита, побег и использование предметов. Есть система тактик, которая позволяет игроку задавать поведение персонажей в бою: «Слушайте меня!», «Не вмешивайтесь!», «Атакуйте без промедления!», «Уничтожить этого!», «Вперёд со мной!» и «Используйте свою силу!». Герои в Slayers имеют свой характер и могут не всегда следовать командам игрока.
В игре есть система одновременных атак, когда несколько героев используют магию одного типа одновременно. Это может привести к большому урону. Состояния героев, такие как «нокаут», «отравление», «сон», «паралич», «безумие» и «запечатывание», оказывают значительное влияние на их способность участвовать в бою. Эти состояния отображаются рядом с портретами героев во время битвы.
Персонажи и их враги обладают определённым количеством очков жизни (HP). Если противник теряет все свои HP, то погибает. Когда же герой лишается всех очков жизни, он теряет сознание и не может сражаться до тех пор, пока его не исцелят. Если все персонажи игрока погибли в бою, то сражение завершится, и герои очнутся в больнице города, где было сделано сохранение.
Кроме того, у каждого персонажа есть очки магии (MP), которые можно использовать для применения магии в бою. После победы в сражении герои получают опыт. После завершения битвы персонажи получают опыт, величина которого зависит от количества раундов и ходов, что будет отражено в таблице. Если игрок завершит битву за один раунд, то получит вдвое больше опыта. Накопив определённое количество опыта, герой повысит свой уровень и улучшит свои характеристики, однако, на систему изучения заклинаний это не влияет. Гаури, Нага, Амелия и Зелгадис не могут повышать уровень.

### Система изучения заклинаний
В игре Slayers героиня Лина обретает новые способности, читая книги в гильдиях магов, учась у волшебников и по ходу развития истории. Изучение заклинаний происходит поэтапно, всего десять ступеней. Например, самые мощные заклинания, такие как «Драгу Слэйв», становятся доступны лишь на десятом уровне.

## Сюжет

### Персонажи

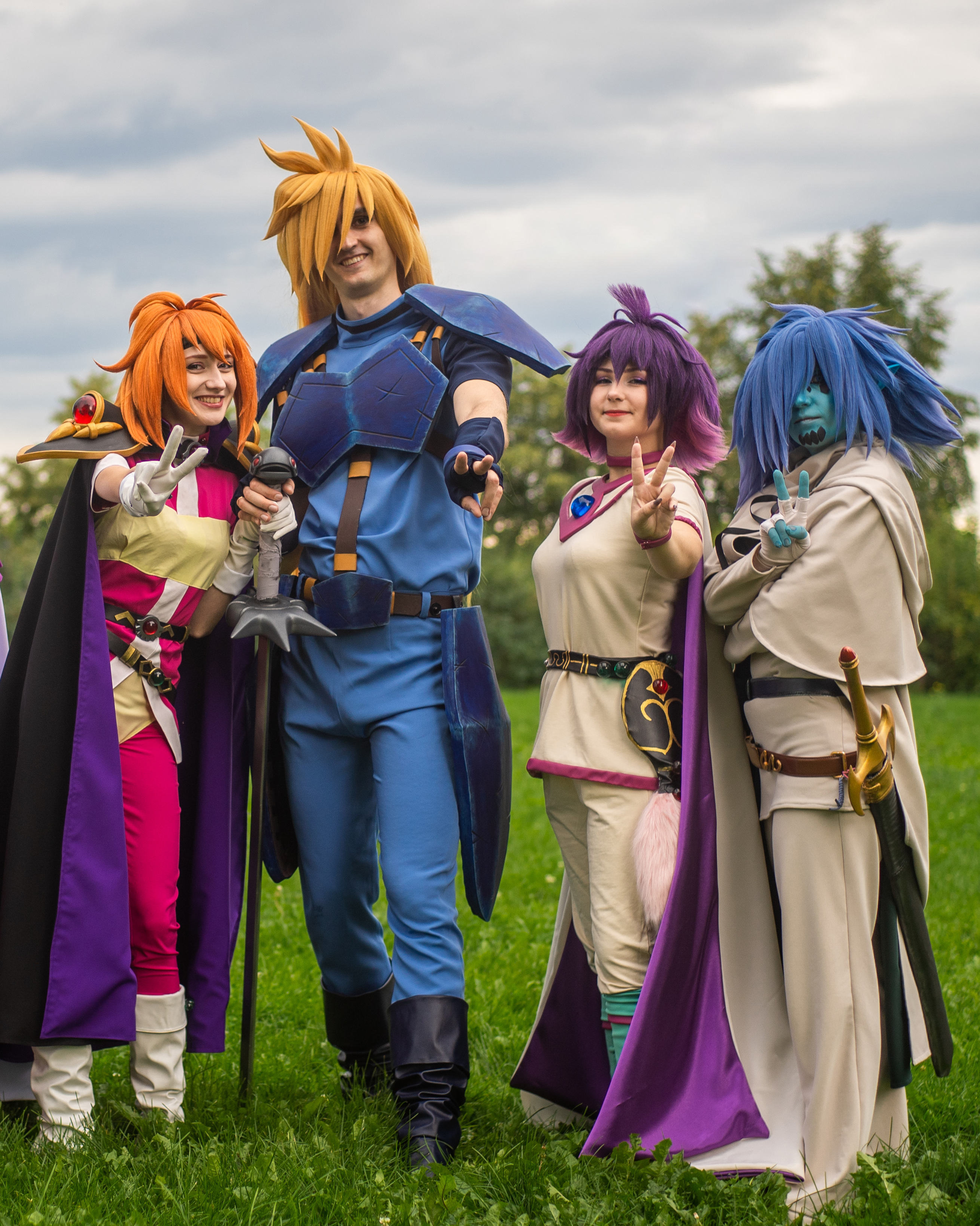
Косплей: Лина, Гаури, Амелия, Зелгадис

- Лина Инверс — главная героиня, молодая одарённая чародейка с выдающейся магической силой, известная также как «Бандитоубийца», «Враг всего живого», «Дажедра». Её хобби — издеваться над бандитами[8].
- Гаури Габриев — красивый и талантливый мечник с «медузьими» мозгами. Зато он обладает богатырской силой и мгновенно выхватывает меч[9].
- Зелгадис — человек, превращённый в химеру: смесь голема и мазоку. Обладает мощными атакующими способностями[9].
- Амелия — принцесса города Сейруна, обладает сильным чувством справедливости и готова на всё ради него[10].
- Сильфиль — дочь верховного священника города Сайраага. Очень хорошо владеет белой магией. Влюблена в Гаури[11].
- Нага — самопровозглашённая соперница Лины. Талантлива, но очень неуклюжа. Легко поддаётся лести[10].
- Чёрный Лис — влюблённый в Лину, готов пойти на всё ради сокровищ, даже если его противником окажется монстр. Он — вор, стремящийся незаметно присвоить себе всё, что кажется ему ценным[11].
- Лемми — юная девушка, одержимая любовью к холодному оружию: стоит ей выхватить клинок, она нападает на всех без разбора[11].
- Кэнни — преследовала Лину, считая её виновницей гибели своего брата. Однако вскоре выяснилось, что это была ошибка. Этот необычный человек обладает невероятной силой в бою с монстрами[8]
- Клэр — девушка, восхищающаяся Линой. Одним резким словом она может вызвать сильнейший психологический шок у окружающих[10].

### История
Лайзель — государство на северо-западном побережье материка в мире игры. История начинается в деревне Вольн, где местный житель находит Лину, потерявшую память. Сельчане решают использовать девушку для борьбы с гоблинами в подземной пещере и сбрасывают её в расселину на окраине. Внизу Лина встречает копейщицу Кенни, которая становится её союзницей. Первое серьёзное испытание для Лины — встреча с волшебницей Нагой Змеюкой, избранной королевой гоблинов. После поражения Нага присоединяется к отряду. Вернувшись в деревню, Лина узнаёт, что в горах обитает гидра, и решает сразиться с ней. У входа в пещеру нападают разбойники, но девушки быстро справляются с ними. К группе присоединяется студентка гильдии магов Клэр, которая хочет заполучить детёныша гидры. Внутри пещеры команда находит маленькую гидру, которую Клэр забирает и быстро уходит. Из глубины пещеры доносится крик взрослой гидры. Оставшиеся герои вступают в бой и побеждают. Решив разыскать Клэр и выучить заклинания, Лина отправляется в гильдию магов. Надеясь в странствиях вернуть память, героиня продолжит заниматься самыми разными делами: уничтожать гоблинов, искать сокровища и решать тайну старой карты. В своих путешествиях она повстречает разных персонажей, например, поклонницу холодного оружия Лемми и жрицу Сильфиль.

## Отзывы и критика
Slayers была третьей по продажам игрой для SNES в Японии в июле 1994 года.